# Parafia św. Marii Magdaleny w Łyskorni
Parafia św. Marii Magdaleny w Łyskorni – parafia rzymskokatolicka, znajdująca się w archidiecezji częstochowskiej, w dekanacie Wieluń – Najświętszej Maryi Panny Pocieszenia.